# Lengnau, Aargau
Lengnau là một đô thị ở huyện Zurzach, bang Aargau, Thụy Sĩ.

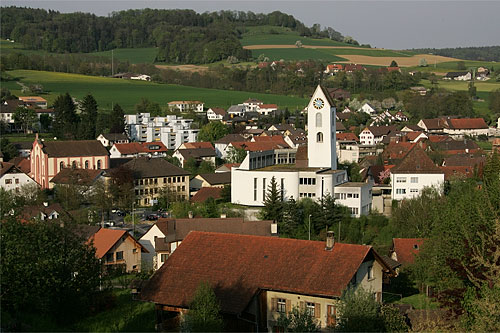
Lengnau